# Підбуж (річка)
Підбуж — річка в Україні у Самбірському районі Львівської області. Права притока річки Дністра (басейн Дністра).

## Опис
Довжина річки приблизно 6,26 км, найкоротша відстань між витоком і гирлом — 5,16  км, коефіцієнт звивистості річки — 1,214 . Формується багатьма струмками.

## Розташування
Бере початок на північно-східних схилах хребта Кільчий Горб (644,0 м). Тече переважно на північний захід через село Верхній Лужок і впадає у річку Дністер.

## Цікаві факти
- У селі Верхній Лужок річку перетина автошлях Н13[2] (автомобільний шлях національного значення на території України, Львів — Самбір — Ужгород. Проходить територією Львівської та Закарпатської областей.).